# Rajamandala Kulon
Rajamandala Kulon is een bestuurslaag in het regentschap Bandung Barat van de provincie West-Java, Indonesië. Rajamandala Kulon telt 15.758 inwoners (volkstelling 2010).